# Сухий Кисерняк
Сухи́й Кисерня́к — річка в Україні, у межах Піщанського (Вінницька область) й Кам'янського (Молдова) районів, ліва притока річки Вікниця (басейн Дністра).

## Опис
Довжина річки 17 км, похил — 7,8 м/км. Площа басейну 61,8 км². У річку впадає багато безіменних струмків, споруджено ставки.

## Розташування
Бере початок на північний захід від села Дмитрашківка. Тече переважно на південний захід, перетинає кордон Молдова —  Україна і в селі Окниця (Молдова) впадає в річку Вікниця, ліву притоку Дністра, на 5-му кілометрі від її гирла.